# Soliloqui

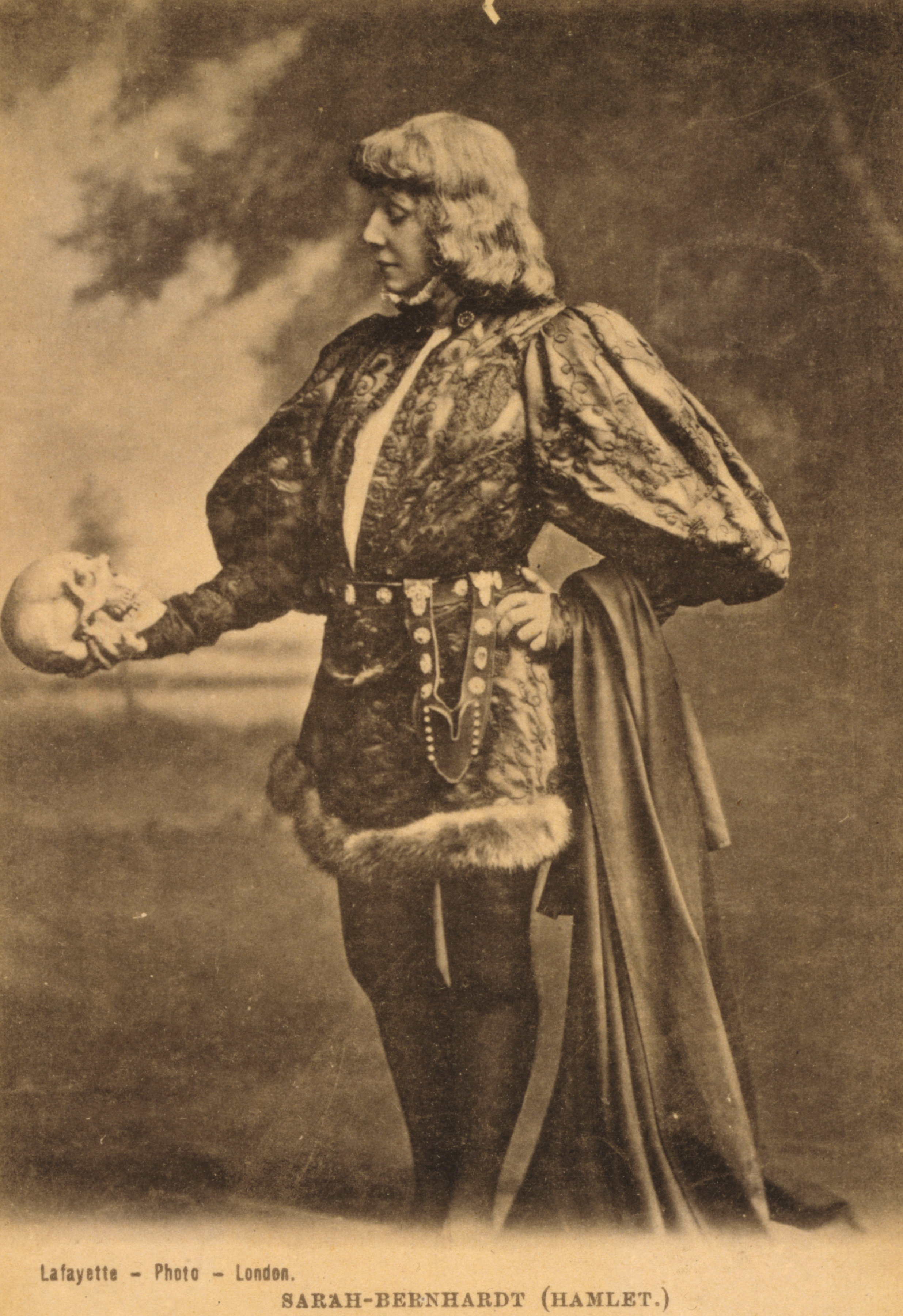
Ser o no ser és la primera línia d'un soliloqui de l'obra teatral Hamlet de William Shakespeare.

El soliloqui és un fragment d'un text teatral en què un personatge parla sol, adreçant-se a si mateix, tot expressant pensaments o sentiments, de manera que l'espectador pot conèixer les seves reflexions i anhels personals.

## Etimologia
El mot soliliqui prové del llatí soliloquium, que deriva de solus (sol) i loqui (parlar).

## Funció dramàtica
El soliloqui compleix diverses funcions dins el context dramàtic. Tradicionalment, s'utilitza com a recurs per exposar el pensament intern d’un personatge en absència d’interlocutors, cosa que permet al públic conèixer els seus dubtes, desitjos, pors o motivacions més íntimes. A diferència del diàleg, el soliloqui no cerca una resposta de cap altre personatge i, sovint, ni tan sols està pensat per ser "escoltat" dins de la ficció escènica, encara que es representi davant del públic.
Des del punt de vista narratiu, aquesta tècnica permet revelar informació que seria difícil d’introduir mitjançant accions o converses, especialment pel que fa a conflictes interns o dilemes morals. D’aquesta manera, el soliloqui pot anticipar esdeveniments, justificar comportaments posteriors o subratllar temes centrals de l’obra.

## Història
El soliloqui va ser una figura retòrica habitual en l'època clàssica. En la tragèdia grega i la comèdia antiga moltes obres s'obren amb un soliloqui, però després els cors formats per diverses persones prenen el relleu. Va ser amb la nova comèdia grega de Menandre quan el soliloqui va començar a ser freqüent, i aquest fet va continuar més tard en el drama romà. Un dels escriptors destacats de soliloquis en els primers segles del cristianisme fou Agustí d'Hipona.
A l'edat mitjana la presència de soliloquis és testimonial, ja que els personatges parlen amb el públic, no sols. Aquesta tendència es va allargar, però va acabar considerant-se una pràctica desfassada. El més similar a un sololoqui a principis del segle XVI eren els cors del Renaixement tardà o les aparicions de personatges parlant amb el públic als epílegs. Mentrestant, però, van tornar els soliloquis a través de la recuperació renaixentista de les obres de Plaute i Terenci.
Va ser a partir de finals del segle XVI quan tornem a trobar soliloquis. Van ser una pràctica molt estesa en la dramaturgia anglesa de mitjan segle XVI a finals del segle xvii. Kyd, Marlowe o Shakespeare van fer-ne us en les seves tragèdies elisabetianes. De l'últim, en destaca per sobre de tots el discurs Ser o no ser, de Hamlet. A França, Pierre Corneille va escriure soliloquis heroics, mentre que Jean Racine, els emprava de manera dramàtica. Aquesta època va ser l'època d'or dels soliloquis, que es van produir de manera generalitzada.
Quasi desapareguts d'escena al segle xix, revifen en el xx amb autors com Eugene O'Neill, qui fa un paral·lelisme dual entre soliloqui-veritat i diàleg-mentida. Una peça molt coneguda que empra aquesta eina és Un home per a l'eternitat (1960), que després fou adaptada al cinema i guanyà 6 Oscar. Altres autors contemporanis que han fet bon us dels soliloquis són Edward Bond o Bertolt Brecht.
Dintre de la literatura espanyola, cal destacar la figura de Lope de Vega. En llengua catalana, podem citar Bernat Metge, Vicent Manuel Branchat o Mercè Rodoreda.

## Adaptació fora del teatre
Tot i que el soliloqui és originàriament una tècnica pròpia del teatre, el seu ús s’ha estès a altres formes narratives, especialment en la literatura i els mitjans audiovisuals. En la novel·la, el soliloqui sovint adopta la forma de monòleg interior, en què el narrador o un personatge expressa els seus pensaments íntims, de manera directa i sense filtres. Aquest recurs és habitual en la narrativa modernista i contemporània, amb autors com James Joyce, Virginia Woolf o William Faulkner, que utilitzen formes pròximes al flux de consciència. En la poesia, un exemple clàssic d’aquest gènere és el poema My Last Duchess, de Robert Browning.
En el cinema, el soliloqui s’adapta sovint mitjançant una veu en off o amb escenes on el personatge parla sol, sovint per transmetre el seu estat mental al públic. Directors com Ingmar Bergman, Woody Allen o Terrence Malick han utilitzat soliloquis cinematogràfics per aprofundir en la psicologia dels personatges.
També en les sèries de televisió, el recurs ha estat recuperat com a manera d’implicar l’espectador en la trama. Altres formats com el còmic, el videojoc narratiu o el pòdcast de ficció també han adoptat el soliloqui com a eina expressiva, demostrant la versatilitat i vigència d’aquesta forma d'expressió introspectiva.

## Variants
El soliloqui es diferencia del monòleg, en termes teatrals, pel fet que el personatge emissor no té altre receptor a l'escena, mentre que en el monòleg el personatge s'adreça a un o més receptors, apel·lant-los, si bé sense que hi hagi rèplica o intercanvi. Així, el soliloqui comporta major introspecció i no dona cap valor a l'existència de públic a la sala.
També és diferent de l'apart, perquè aquest sempre es representa un pensament breu o un aclariment, adreçat al públic.

## Psiquiatria
En psiquiatria, s'empra el mot soliloqui per referir-se als diàlegs que els pacients, sovint esquizofrènics, mantenen amb un alter ego o amb una audiència inexistent.